# خلية رجلاء
الخلية الرجلاء (Podocyte) أو (خلية ظهارية باطنية) تكون غطاء غير مكتمل للشعيرات الدموية في كبيبات الكلوة (محفظة بومان). محفظة بومان ترشح الدم، حيث تمنع جزيئات كبيرة مثل البروتينات من الدخول أما الجزيئات الصغيرة مثل الماء، الأملاح (المعادن) والجلوكوز يتم ترشيحها في المرحلة الأولى من تكوين البول. 
هناك إختلاف وراثي لدى الناس في هذه البروتينات، بعض هذه الاختلافات تنبأ بالفشل الكلوي في مرحلة متقدمة من الحياة. نيفرين (Nephrin) هو بروتين شبيه بالسحاب (zipper-like protein) ويكوّن «حجاب الترشيح» أو (filtration diaphragm) حيث يوجد فراغات كبيرة بما فيه الكفاية بين أسنان «السحّاب» والتي تسمح لمرور الجلوكوز والماء من خلالها إلى «فلعات الترشيح» المتواجدة بين «العنيقات»، لكن هذه الفراغات صغيرة لأن تسمح بمرور البروتينات. خلل في البروتين نيفرين (Nephrin) مسؤول بشكل أساسي عن الفشل الكلوي الخلقي. البروتين CD2AP يقوم بتنظيم الهيكل الخلوي وتثبيت حجاب الترشيح.

## المبنى

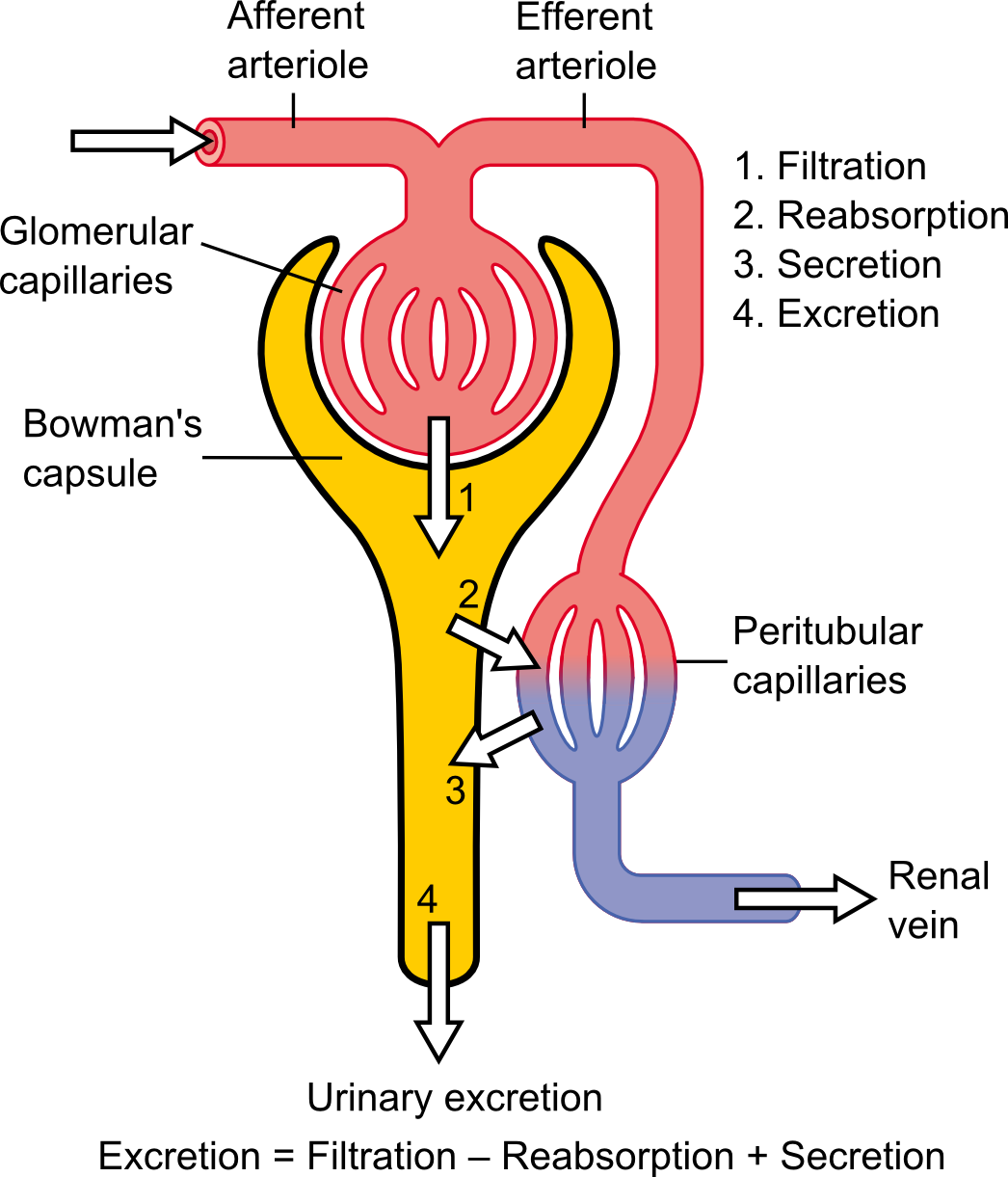
رسم توضيحي لعملية الترشيح في الكبيبات الكلوية.

الخلية الرجلاء تغطي كبيبات الكلية (محفظة بومان) في الكليون (الوحدة الوظيفية في الكلية). النتوءات في أسفل الخلية الرجلاء والمعروفة ب«العنيقات» (pedicels) تلتف حول الشعيرات الدموية للكبيبات وتكوّن بينها «فلعات الترشيح» أو «شقوق الترشيح» (filtration slits). هذه النتوءات تزيد من المساحة السطحية لهذه الخلايا وبالتالي تنتج لنا عملية ترشيح فائقة الفعالية أو رشاحة مستدقة (ultrafiltration).

## الوظيفة

رسم توضيحي لحاجز الترشيح (دم-بول) في الكلية.
A. الخلايا البطانية الغشائية (endothelial) في كبيبات الخلية. 1. المسام (fenestra).
B. الغشاء القاعدي الكبيبي Glomerulal basement membrane: 1. lamina rara interna 2. lamina densa 3. lamina rara externa.
C. الخلية الرجلاء: 1. إنزيمات وبروتينات هيكلية. 2. فلعات الترشيح 3. حجاب الترشيح.

الخلايا الرجلاء المجاورة تتشابك لتغطية الغشاء القاعدي (Glomerular Basement Membrane) والتي ترتبط ارتباطا وثيقا مع الشعيرات الدموية الكبيبية. «عنيقات» الخلايا الرجلاء تتشابك أيضًا فيما بينها وتترك ثغرات و«فلعات ترشيح» رقيقة بينها. تتم تغطية الفلعات بـ«حجاب الترشيح» والذي يتكون من عدد من بروتينات سطح خلوية بما في ذلك نيفرين podocalyxin، وP-cadherin، التي تحد من مرور الجزيئات الكبيرة مثل الألبومين المتواجد في الدم وغاما-جلوبيولين وبهذا تكفل أن تبقى في مجرى الدم. البروتينات المطلوبة من أجل وظيفة جيّدة من حجاب الترشيح تشمل nephrin، KIRREL، NEPH2، NPHS2، و CD2AP.
تشارك الخلية الرجلاء في تنظيم سُرعَة التَّرْشيحِ الكُبَيبِيّ (glomerular filtration rate). عندما تنقبض الخلايا، يتم الحد من المساحة المتاحة للترشيح في الفلعات، وبهذا يتم تقليص سرعة الترشيح الكبيبي.

## الأهمية السريرية
اضطراب في شقوق أو «فلعات الترشيح» أو تدمير الخلايا الرجلاء، يمكن أن يؤدي إلى بيلة بروتينية جسيمة حيث يتم فقدان كميات كبيرة من البروتين في الدم.
مثال على هذا يحدث في اضطراب خلقي من الكُلاَء الفنلندي (Finnish-type nephrosis)، التي تتميز ببيلة بروتينية وَليدِيّة مما يؤدي إلى فشل كلوي نهائي. وقد وجد أن هذا المرض عادة ما يكون ناجما بسبب حدوث تحور (طفرة) في الجين نيفرين (nephrin).

## وصلات خارجية
- صور تشريحيَّة: Urinary/mammal/vasc1/vasc1 - علم الأعضاء المقارن في جامعة كاليفورنيا، ديفيس - "Mammal, renal vasculature (EM, High)
- صور نسيجية: 22401loa — نظام تعلم علم الأنسجة في جامعة بوسطن - ". Ultrastructure of the Cell: podocytes and glomerular capillaries"
- مادة علم الأنسجة في جامعة إلينوي في إربانا-شامبين 1400
- podocyte.ca[وصلة مكسورة] at Samuel Lunenfeld Research Institute
- فسيولوجيا: 7/7ch04/7ch04p09 - أساسيات فسيولوجيا الإنسان
- صور نسيجية: 22402loa — نظام تعلم علم الأنسجة في جامعة بوسطن
- صور نسيجية: 22403loa — نظام تعلم علم الأنسجة في جامعة بوسطن